# (33966) 2000 NC11
2000 NC11 (asteroide 33966) é um asteroide da cintura principal. Possui uma excentricidade de 0.15893990 e uma inclinação de 5.66471º.
Este asteroide foi descoberto no dia 10 de julho de 2000 por Paulo R. Holvorcem em Valinhos.